# Gerhart Hein
Gerhart Hein (* 18. Februar 1910 in Breslau; † 17. April 1998 in Rummelsberg bei Nürnberg) war ein deutscher Maler.

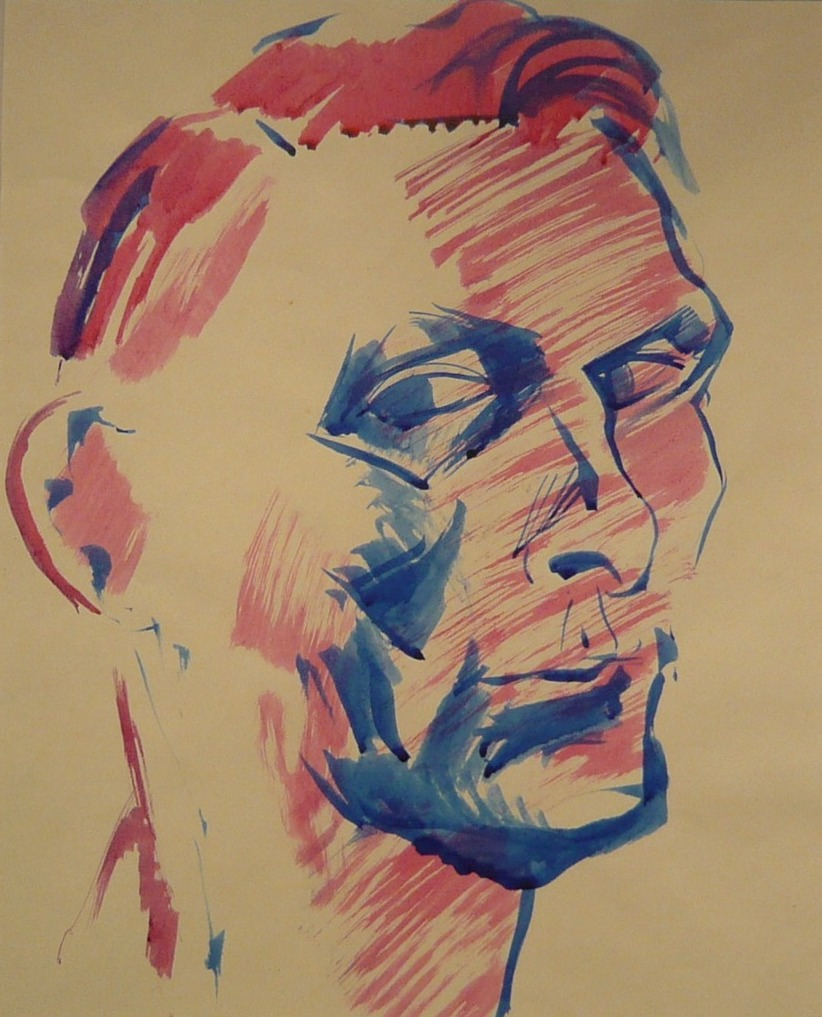
Selbstporträt um 1952, Aquarell

## Leben
Mit dem ursprünglichen Berufsziel Baumeister studierte Gerhart Hein nach der Gesellenprüfung im Maurerhandwerk ab 1928 an der Breslauer Kunstgewerbeschule, bald allerdings mit dem Schwerpunkt Malerei bei Peter Kowalski. Hier wurde er von Otto Mueller entdeckt und ohne die sonst obligatorische Vorklasse in die Kunstakademie Breslau aufgenommen, wo er das Studium bei Otto Mueller, Alexander Kanoldt, Oskar Moll, Carlo Mense, Oskar Schlemmer und Johannes Molzahn bis zur Schließung der Akademie 1932 fortsetzte. Der Unterricht wurde daraufhin in Meisterateliers für ein Jahr weiter geführt. Gerhart Hein besuchte den Unterricht bis zum Frühjahr 1933 im Meisteratelier von Johannes Molzahn. Dann verließ er Breslau und lebte im Riesengebirge.
Von 1933 bis 1940 verhinderte die politische Situation in Deutschland wie bei vielen jungen Kunstschaffenden seiner Generation eine künstlerische Etablierung. 1937 wurde in der Nazi-Aktion „Entartete Kunst“ eine 1930 vom Schlesischen Museum der Bildenden Künste angekaufte Stillleben-Zeichnung Heins aus der Kunstsammlung der Stadt Breslau beschlagnahmt und vernichtet. Ab 1940 musste Gerhart Hein Kriegsdienst leisten, 1945 geriet er in englische Kriegsgefangenschaft.
Ein existenzieller Neuanfang mit seiner in den Westen geflohenen Frau Elisabeth (die der bedeutenden Gelehrtenfamilie Harnack und dem deutschbaltischen Adelsgeschlecht von Oettingen entstammt) und drei Kindern wurde 1947 im Landkreis Nürnberg versucht, wo Hein dann von 1950 bis 1956 als Graphiker bei der amerikanischen Militärverwaltung tätig war. Nach Auflösung seiner Planstelle lehnte Gerhart Hein aus politisch-moralischen Gründen eine Übernahme durch die neu geschaffene Bundeswehr ab, arbeitete zur Sicherung des Lebensunterhalts seiner Familie bis 1973 als Maurerpolier auf Großbaustellen in Nürnberg.
Die Zeit von 1956 bis 1964 kann als wichtigste Schaffensperiode Gerhart Heins gelten, der sich neben dem „Brotberuf“ Bauhandwerker völlig seinen künstlerischen Neigungen widmete. Hein lebte seine Kreativität nur im privaten Raum aus, weigerte sich grundsätzlich, mit Arbeiten an die Öffentlichkeit zu gehen. Nach dem Tod seiner Frau Elisabeth 1968 gab Gerhart Hein jede aktive künstlerische Tätigkeit auf und beschränkte sich fortan auf vielfältige kunsttheoretische Studien.
Eine 1988 von Werner Timm, dem damaligen Direktor des Museums Ostdeutsche Galerie in Regensburg geplante umfangreiche Werkschau der Arbeiten Gerhart Heins kam nicht zustande, da der Künstler jedes „Öffentlichwerden“ seines Werkes zu Lebzeiten ablehnte. 1998 starb Gerhart Hein in Rummelsberg bei Nürnberg.

## Werk
Erhalten haben sich Arbeiten aus der Zeit von 1950 bis 1968. Die bis etwa 1954 geschaffenen, eher noch gegenständlichen Aquarelle zeigen Landschaften, Blumenbilder und Porträts, die Beziehungen zur französischen Matisse-Schule aufweisen, mit der Hein über seine Breslauer Akademielehrer (vor allem Oskar Moll) engen Kontakt bekam. Ab 1955 löst sich die Figuration auf zugunsten einer ganz eigenständigen, vom Kubismus inspirierten Formfindung, die schließlich zu völlig abstrakten Strukturen aus geometrischen Liniengeflechten mit hierdurch eingegrenzten, weiter differenzierten Farbflächen führt. Gerhart Hein bezeichnet diese Konstrukte als „imaginäre Substanz“. Unübersehbar im Werk Heins ist die intensive Auseinandersetzung mit den zeitgenössischen Kunstströmungen des Informel und der Konkreten Kunst. Sein Lebensschicksal als Künstler ist ein Musterbeispiel für die Kunst der sog. Verschollenen Generation.

## Einzelausstellungen
- 2006 Kunstmuseum Bayreuth
- 2006 Kunstmuseum Solingen
- 2007 Kultwerk West in Hamburg
- 2009 Schloss Stefling bei Nittenau
- 2013 Kunstkontor Westnerwacht in Regensburg
- 2013 Galerie Stefan Bartsch in München
- 2018 Salongalerie „Die Möwe“ in Berlin
- 2018 Kunstkontor Westnerwacht in Regensburg
- 2021 Salongalerie Die Möwe in Berlin: FarbFormFantasien (mit Erwin Hahs, Erich Franke, Curt Lahs und Heinrich Wildemann)